# 中國象棋四大佈局
中國象棋四大佈局，是指中國象棋中四種常用開局走法。
此名稱乃棋手們約定俗成的叫法，於棋書上較少使用此名稱。
一般而言，這四種走法被後手用於應對中炮局。

## 四大佈局
四大佈局分別為：順手炮、屏風馬、反宮馬、單提馬。以下章節分別講述。
註：為求方便介紹，故以下棋譜皆假設第一手為 炮二平五

### 順炮
棋譜
1. 炮二平五 炮８平５

### 屏風馬
棋譜
1. 炮二平五 馬８進７
2. 馬二進三

### 反宮馬
棋譜
1. 炮二平五 馬２進３
2. 馬二進三 炮８平６
3. 車一平二 馬８進７

### 單提馬
棋譜
1. 炮二平五 馬２進３
2. 馬二進三 馬８進９

## 註腳
1. ↑  中炮局，是指先手走 炮二平五 或 炮八平五 情形